# طاق پل هیان (چهارطاق)
طاق پل هیان (چهارطاق) در شهرستان پل‌دختر، روستای طاق پل، منطقه هیان واقع شده که جاده ورودی این روستا در وسط منطقه دمرود شاکرمی واقع و این اثر در تاریخ ۱۰ مهر ۱۳۸۰ با شماره ثبت ۴۰۷۶ به‌عنوان یکی از آثار ملی ایران به ثبت رسیده است.